# Franklin O-150
O Franklin O-150 (designação da empresa 4AC-150) era um motor aeronáutico americano refrigerado a ar do final da década de 1930, produzido pela Franklin Engine Company. 

## Características
Esse modelo era um motor boxer de quatro cilindros de combustão interna com deslocamento de 2,45 litros cúbicos, com potência de saída nominal de 40 hp (30 kW).

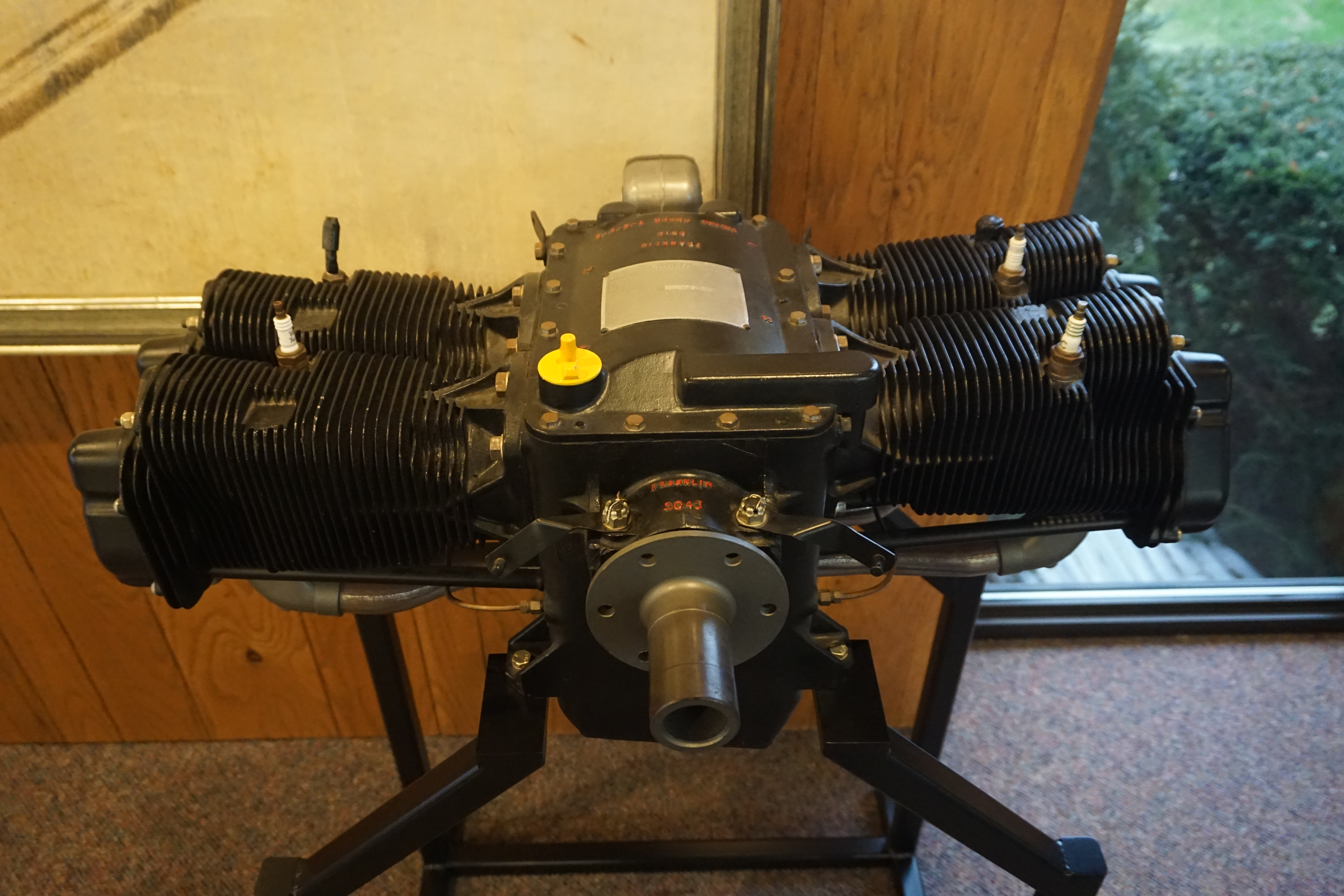
Um Franklin O-150 em exibição no Air Zoo.

## Aplicações
- Aeronca 50 Chief
- Bartlett Zephyr
- Clutton-Tabenor FRED
- Fetterman Chickadee
- Payne MC-7 pusher
- Piper J-3 Cub
- Rose Parakeet
- Taylorcraft BF-65
- Taylorcraft L-2

## Em exibição
- Aerospace Museum of California - Franklin 0-150 (4AC-150)